# Mai 1701

## Évènements

### France
- 15 mai : vingt-troisième promotion de l'Ordre du Saint-Esprit. Camille d'Hostun, maréchal de France, est promu chevalier.

### Nouvelle-France
- Début des négociations de la Grande paix de Montréal.

### Prusse
- 6 mai : couronnement de Frédéric Ier de Prusse à Kœnigsberg.

## Naissances et décès
- 8 mai : naissance de Louise, fille de Louis-Guillaume Ier de Bade.
- 12 mai : décès de Johann Schmuzer, fondateur de l'École de Wessobrunn (sculpture).
- 13 mai : décès de Jacques de La Cour, gouverneur de l'île Bourbon.
- 14 mai : naissance de William Emerson, mathématicien anglais.
- 18 mai : naissance de Charles Lennox, deuxième duc de Richmond, joueur de cricket anglais.
- 19 mai : naissance d'Alvise Giovanni Mocenigo, homme politique italien.
- 23 mai : pendaison à Londres de William Kidd, pirate anglais.
- 23 mai : décès d'Anne Hilarion de Costentin de Tourville, maréchal de France.
- 29 mai : naissance de Georges Frédéric Strass, joaillier du Roi de France.
- 29 mai : naissance de Giacomo Antonini, jésuite italien.